# Challenge-Brownsville
Challenge-Brownsville – jednostka osadnicza w Stanach Zjednoczonych, w stanie Kalifornia, w hrabstwie Yuba.